# Parcul Muskau
Parcul Muskau (germană Muskauer Park, oficial: Fürst-Pückler-Park Bad Muskau, poloneză Park Mużakowski), este cel mai mare și unul dintre cele mai faimoase parcuri peisajistice din Germania și Polonia.

## Descriere
Situat în regiunea istorică Silezia Luzațiană, el acoperă 3,5 km² din pământul Poloniei și 2,1 km² din cel al Germaniei. Parc se întinde pe ambele părți ale Neissei Lusatiane, care constituie granița dintre cele două țări. Zona bufer de 17,9 km² din jurul parcului a cuprins orașul german Bad Muskau în vest și orașul polonez Łęknica (fostul Lugknitz) în est. În timp ce Castelul Muskau este situat la vest de râul, inima parcului sunt zonele parțial împădurite ridicate pe malul de est numit Parcul pe terase. În 2003, un pod pietonal care se întinde pe Neisse a fost reconstruit pentru a uni cele două părți.
La data de 2 iulie 2004 UNESCO a adăugat parcul în lista Patrimoniului Mondial UNESCO, ca un exemplu demn de urmat a colaborării culturale transfrontaliere între Polonia și Germania. Acesta a fost adăugat în listă după două criterii: pentru extinderea orizonturilor în termeni de dezvoltare față de idealul peisajului făcut de om și pentru influența sa în dezvoltarea arhitecturii peisagistice ca o disciplină.

## Istorie
Existența unei cetăți pe Neisse la Muskau a fost menționată pentru prima dată încă din secolul al XIII-lea, sub domnia Margrafului Henric al III-lea de Meissen. Fondatorul parcului adiacent a fost prințul Hermann von Pückler-Muskau (1785-1871), autorul influentei Sugestii cu privire la amenajare peisagistică și proprietarul țării Muskau din 1811. După studiile îndelungate din Anglia, în 1815 în momentul în care partea de nord-est a Sileziei Luzațiane a căzut la Prusia, el a întins Parcul. Odată cu trecerea timpului, el a înființat o școală internațională de management al peisajului în Bad Muskau și a subliniat construirea unui vast parc peisajistic care ar învălui orașul „într-un mod care nu a fost făcut înainte la o astfel de scară mare”.

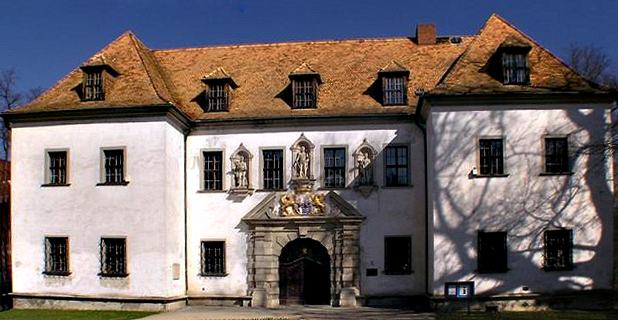
Castelul Vechi

Lucrările constau din remodelarea „Castelului Vechi” în stil baroc - actual o fostă poartă de castel - și construirea unei capele neogotice, o cabană engleză, mai multe poduri, și o orangerie proiectate de către Friedrich Ludwig Persius. Pückler a reconstruit cetatea medievală ca un „Castel Nou”, centrul arhitectural al parcului, cu o rețea de căi ce radiază de la el și un teren al plăcerii influențat de ideile lui Humphry Repton, fiul căruia, John Adey, a lucrat la Muskau din 1822. Extensiile au continuat până în 1845, când Pückler din cauza datoriilor sale enorme a fost constrâns să-și vândă patrimoniului. În anul următor el a fost achiziționat de către Prințul Frederic al Țărilor de Jos, care l-a angajat pe Eduard Petzold, discipol a lui Pückler și un grădinar peisajistic bine-cunoscut, pentru a finaliza proiectul său. După moartea sa din 1881, el a fost succedat de fiica sa  Prințesa Maria, care a vândut imobilulu familiei Arnim.
Pe parcursul Bătăliei Berlinului, ambele castele au fost nivelate și toate cele patru poduri de peste Neisse au fost distruse. Von Arnims au fost deposedați de Administrarea Sovietică Militară din Germania și de la implementarea Liniei Oder-Neisse din 1945, parcul a fost împărțit de frontiera de stat dintre Polonia și Germania, două treimi din aceasta fiind pe partea poloneză. Nu până în 1960 autoritățile acceptat treptat moștenirea „Junkerului” Prinț Pückler. Castelul Vechi a fost reconstruit de asministrația Germaniei de Est în 1965-1972, în timp ce Castelul Nou și podurile erau încă în curs de restaurare. Reparația lui Englische Brücke („Podul Englez”) de peste râul Neisse a fost finisată la 17 octombrie 2011, după ce au fost distruse de explozivi în 1945.
După Revoluțiile de la 1989 administrația germană și poloneză și-au unit forțele pentru reamenajarea ansamblului parcului. Din momentul când Polonia a aderat la Spațiul Schengen în 2007 vizitatorii se pot plimba liber pe ambele părți ale parcului fără controalele de la frontiere.